# روجا ایگناتوا
روجا ایگناتوا (بلغاری: Ружа Игнатова؛ ۳۰ مهٔ ۱۹۸۰) معروف به ملکهٔ رمزارز، دارای تبعیت بلغارستانی و آلمانی است که در ده سالگی با خانواده خود به جنوب آلمان مهاجرت کرد. او بنیان‌گذار وان‌کوین است. ایگناتوا که به‌خاطر ترفند پانزی وان‌کوین به کلاهبرداری محکوم شده و از اکتبر ۲۰۱۷ به‌صورت پنهانی زندگی می‌کند.

## دوران مدرسه و دانشجویی
خانواده ایگناتوا پس از مهاجرت به آلمان در شرامبرگ در منطقه جنگل سیاه ساکن شدند. روجا دانش‌آموز بسیار خوبی بود و در مقطع ابتدایی و دبیرستان نمرات بسیار خوبی داشت و توانست دوبار «دوکلاس یکی» کند تا اینکه در سال ۱۹۹۹ در  دبیرستان شرامبرگ فارغ‌التحصیل شد. او سپس بورسیه‌ای از بنیاد کنراد آدناور دریافت کرد و در دانشگاه کنستانتس در رشته حقوق تحصیل کرد. روجا ایگناتوا در سال ۲۰۰۵ دکترای حقوق خود را از آنجا دریافت کرد. طبق رزومه خود، او همچنین مدرک حقوق را از دانشگاه آکسفورد و مدرک کارشناسی ارشد در اقتصاد را از دانشگاه از راه دور هاگن دریافت کرد.

## دوران کاری
ایگناتوا در سال ۲۰۱۴ با افتتاح دفتری در میدان اسلاویکوف صوفیه کارش را آغاز کرد. او ادعا می‌کرد تعداد محدودی سکهٔ وان‌کوین وجود دارد که غیرقابل جعل و درست مانند شماره سریال اسکناس‌های کاغذی یکتا هستند. این در حالیست که وان‌کوین فاقد یک بلاک‌چین استاندارد بود. ایگناتوا ادعا می‌کرد رمزارز جدید داری یک بلاک‌چین خصوصی است (که با مفهوم شفافیت بلاک‌چین‌ها در تضاد است). به‌نظر می‌رسد ارزش وان‌کوین را خودش تغییر می‌داده است. برگزاری جلسه‌های گفتگوی آنلاین و زندهٔ انگیزشی (از جمله در استادیوم ومبلی لندن) از روش‌های بازاریابی ایگناتوا برای وان‌کوین بود. او در این جلسه‌ها با تأکید بر تحصیلاتش در دانشگاه آکسفورد و پیشینهٔ کارش در شرکت مکینزی اند کامپنی، به مخاطبانش وعده می‌داد که در آینده وان‌کوین از بیت‌کوین محبوب‌تر خواهد شد و به این شکل در سراسر دنیا پیروانی شبیه به یک فرقه پیدا کرد. بین اوت ۲۰۱۴ تا مارس ۲۰۱۷ افراد بسیاری در کشورهای مختلف بیش از ۴ میلیارد یورو برای خرید وان‌کوین پرداخت کردند. چیزی که مجلهٔ تایمز از آن به‌عنوان یکی از بزرگ‌ترین کلاه‌برداری‌های تاریخ یاد کرده‌است.

## پیگرد از سوی اف‌بی‌آی
روجا ایگناتوا در ژوئیه ۲۰۲۲ در فهرست افراد تحت تعقیب اداره تحقیقات فدرال (اف‌بی‌آی) قرار گرفت. اف‌بی‌آی برای اطلاعاتی که منجر به دستگیری او بشود 5 میلیون دلار جایزه تعیین کرده است.